# À l'abri du besoin
 (novembre 2019).
Si vous disposez d'ouvrages ou d'articles de référence ou si vous connaissez des sites web de qualité traitant du thème abordé ici, merci de compléter l'article en donnant les références utiles à sa vérifiabilité et en les liant à la section « Notes et références ».
À l'abri du besoin (titre original : Freedom from Want), également connu sous les titres de Tableau de Thanksgiving ou de Je serai à la maison pour Noël (The Thanksgiving Picture ou I'll Be Home for Christmas), est un tableau peint en 1942 par le peintre américain Norman Rockwell. Il fait partie d'une série de quatre célèbres peintures à l'huile appelées Les Quatre Libertés. L’œuvre fut inspirée par le discours sur l'état de l'Union de 1941 du Président des États-Unis Franklin D. Roosevelt, connu sous le titre de Discours des Quatre Libertés.
Le tableau fut peint en Novembre 1942 et publié dans le numéro du 6 mars 1943 du Saturday Evening Post. Tous les personnages représentés dans le tableau étaient des amis et parents de Norman Rockwell dans la ville d'Arlington, dans le Vermont, qui ont été photographiés séparément puis peints au sein de la scène. L’œuvre représente un groupe de personnes rassemblées autour d'une table pour un repas de fête. Ayant été partiellement créé le jour de Thanksgiving pour dépeindre la fête, le tableau est devenu une représentation iconique de la fête de Thanksgiving et des rassemblements familiaux festifs en général. Le Saturday Evening Post publia À l'Abri du besoin accompagné d'un essai de Carlos Bulosan. Malgré les difficultés sociopolitiques qui frappaient un grand nombre de personnes à l'étranger, Bulosan prit le parti, dans son texte, de parler au nom de ceux qui enduraient des difficultés socio-économiques sur le territoire domestique, ce qui lui attira une rapide notoriété.
Le tableau a connu un large éventail d'adaptations, de parodies et autres usages, par exemple en tant que couverture du livre de 1946 Norman Rockwell, Illustrateur. Bien que l'image ait été populaire à l'époque aux États-Unis et qu'elle le reste encore aujourd'hui, elle provoqua un certain ressentiment en Europe où les peuples affrontaient alors les difficultés d'un temps de guerre. D'un point de vue artistique, l’œuvre est considérée comme un exemple de la maîtrise des enjeux de la peinture blanc-sur-blanc, ainsi comme l'une des œuvres les plus célèbres de Rockwell.

## Contexte
À l'Abri du besoin est le troisième tableau de la série de peintures à l'huile Les Quatre Libertés du peintre Norman Rockwell. Cette série fut inspirée par le discours sur l'état de l'Union du Président des États-Unis Franklin D. Roosevelt, connu sous le nom de Discours des Quatre Libertés, qu'il délivra devant le 77e Congrès des États-Unis le 6 janvier 1941. Au début des années 1940, les Quatre Libertés évoquées par Roosevelt étaient encore des principes vagues et abstraits pour beaucoup d'américains, mais le gouvernement les utilisa pour stimuler le patriotisme. Le principe des Quatre Libertés fut finalement intégré à la Charte de l'Atlantique, ainsi qu'à la Charte des Nations unies. Les tableaux de la série furent publiés dans le Saturday Evening Post sur quatre semaines consécutives, accompagnés de textes signés par des écrivains de renom : La Liberté de parole (le 20 février 1943), La Liberté de culte (le 27 février), À l'Abri du besoin (le 6 mars) et À l'abri de la peur (le 13 mars). Enfin, la série fut largement diffusée sous forme de posters et devint un instrument de promotion pour la vente d'obligations de guerre du gouvernement américain.

« La troisième liberté est celle de vivre à l'abri du besoin — ce qui, sur le plan mondial, implique d'instaurer des accords économiques pour que chaque nation
puisse assurer à ses habitants une vie saine et pacifique — partout dans le monde. »

— Franklin D. Roosevelt, Discours sur l'état de l'Union de 1941, introduisant le principe des Quatre Libertés

## Description
La peinture est une huile sur toile, mesurant 116,2 × 90,2 cm. Elle dépeint une matriarche en tablier apportant à table une dinde rôtie pour une famille rassemblant plusieurs générations, dans un esprit typique de la représentation idéaliste que Rockwell fait des valeurs familiales. Le patriarche observe la scène avec tendresse et approbation depuis le bout de la table, qui est le point central de la composition. Les plis de la nappe montrent qu'il s'agit d'une occasion spéciale pour "partager ce que nous avons avec ceux que nous aimons", selon Lennie Bennet. Sur la table on remarque un panier de fruits, du céleri, des cornichons, ainsi que ce qui semble être un confit d'airelles. On note également un plat en argent couvert d'une cloche qui, selon Richard Halpern, est traditionnellement censé contenir des pommes de terre, mais que Bennet décrit comme un ragoût. La nourriture s'efface visuellement derrière la représentation du tissu blanc, des assiettes blanches et des verres remplis d'eau. Les personnages du tableau ne sont pas encore en train de manger, et l'image crée un contraste entre les assiettes et espaces vides d'une part, et d'autre part les images de surabondance.

## Création
« Notre cuisinère l'a faite rôtir, je l'ai peinte, puis nous l'avons mangée. C'est l'une des seules fois où j'aie jamais mangé le modèle. »

— Norman Rockwell
Au milieu du mois de juin 1942, Rockwell esquissa les Quatre Libertés au fusain et demanda des financements au Bureau des Informations de Guerre (Office of War Information). Il essuya le refus d'un fonctionnaire qui lui déclara "Pendant la dernière guerre, c'est vous les illustrateurs qui avez fait les affiches. Pour cette guerre, on va prendre des gens des beaux-arts, des vrais artistes". Cependant, l'éditeur du Saturday Evening Post Ben Hibbs repéra le potentiel de la série et encouragea Rockwell à les produire rapidement. Quelques mois plus tard, à l'automne, les écrivains sélectionnés pour les Quatre Libertés avaient rendus leurs textes. Rockwell était préoccupé par le fait que son tableau À l'Abri du besoin ne soit pas en accord avec l'esprit du texte de Bulosan. Mi-novembre, Hibbs écrivit une lettre à Rockwell pour le supplier de ne pas abandonner son troisième tableau pour recommencer à zéro. Hibbs soulagea les craintes de Rockwell, expliquant que les illustrations devaient seulement traiter le même thème, sans pour autant être à l'unisson du texte. Hibbs poussa Rockwell à compléter son œuvre rapidement, l'avertissant que le magazine était sur le point d'être forcé par le gouvernement à effectuer des restrictions sur l'impression en quadrichromie, et qu'il ferait donc mieux de faire publier son œuvre avant le retour à l'impression en similigravure.
En 1942, Rockwell décida d'utiliser ses voisins en tant que modèles pour la série. Dans À l'Abri du besoin, le décor n'est autre que sa propre salle à manger, et les modèles sont ses voisins, à qui il demanda également leurs conseils et retours critiques. Rockwell photographia également la cuisinière de la famille, Mme Thaddeus Wheaton, lors de la fête de Thanksgiving 1942, alors qu'elle présentait la dinde que la famille Rockwell mangea ce soir-là. Rockwell affirme qu'il a peint la dinde ce même jour et que, contrairement à La Liberté de parole ou à La Liberté de culte, le tableau ne fut pas difficile à exécuter. La femme de Rockwell, Mary, est présente dans le tableau. Les neuf adultes et deux enfants furent photographiés dans le studio de Rockwell et peints dans la scène après coup. Les modèles sont (dans l'ordre des aiguilles d'une montre en partant de Wheaton) : Lester Brush, Florence Lindsey, la mère de Rockwell Nancy, Jim Martin, M. Wheaton, Mary Rockwell, Charles Lindsey, et les enfants Hoisington. Jim Martin apparaît dans les quatre tableaux de la série. Shriley Hoisington, la petite fille au bout de la table, avait six ans à l'époque.
Après la publication des Quatre Libertés dans le Saturday Evening Post, le magazine proposa des lots de reproductions auprès du grand public, et reçut 25 000 commandes. De plus, le Bureau des Informations de Guerre, qui six mois plus tôt avait refusé d'employer Rockwell pour la promotion des Quatre Libertés, demanda la production de 2,5 millions de lots d'affiches représentant les Quatre Libertés pour sa campagne de vente d'obligations de guerre au début de l'année 1943.
Rockwell légua ce tableau à un dépôt de conservation qui devint le Musée Norman Rockwell à Stockbridge, dans le Massachusettes, et fait désormais partie de la collection permanente du musée. Rockwell a vécu à Stockbridge à partir de 1953 et jusqu'à sa mort en 1978.

## Réception critique

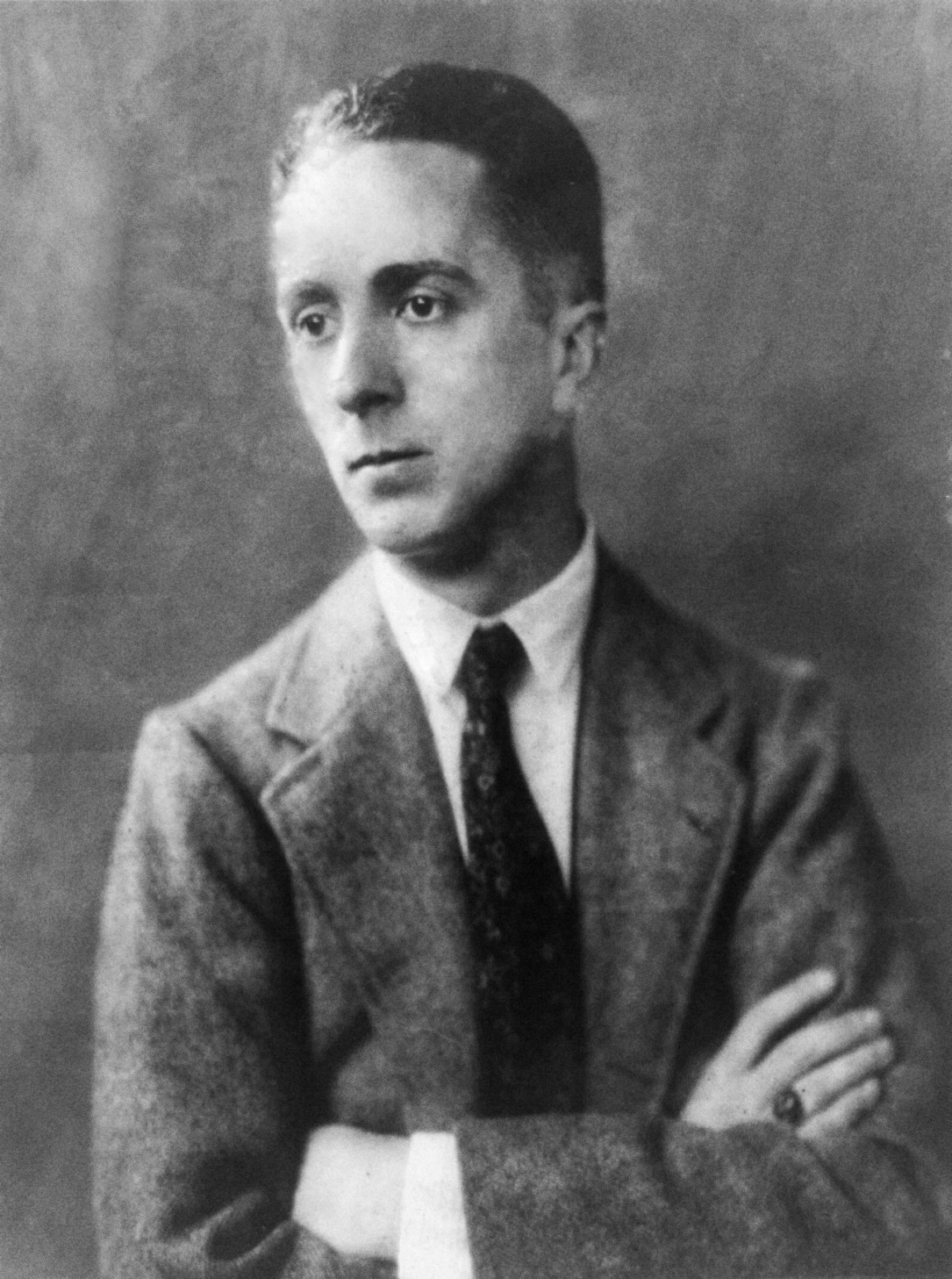
Norman Rockwell au début de sa carrière

À l'Abri du besoin est considéré comme l'une des œuvres les plus abouties de Norman Rockwell. Des quatre tableaux de la série des Quatre Libertés, c'est celui qui est le plus souvent reproduit dans des livres d'art. Bien que chacun de ces tableaux ait été créé pour promouvoir le patriotisme en temps de guerre, À l'Abri du besoin devint un symbole "d'unité familiale, de paix et d'abondance", selon Linda Rosenkrantz, qui compare l'illustration à une "carte de Noël de 'Hallmark'". Incarnant la nostalgie américaine pour le thème récurrent de la célébration des fêtes, le tableau n'est pas exclusivement associé à Thanksgiving, et est parfois connu sous le titre Je serai à la maison pour Noël (I'll Be Home for Christmas). L'abondance et l'unité qu'il dépeint étaient l'incarnation de l'espoir en un avenir post-guerre idyllique, et l'image a été reproduite sous différents formats.
Pendant la Guerre Froide, les images de Rockwell illustraient les valeurs américaines traditionnelles, dépeignant les Américains comme prospères et libres. Le travail de Rockwell en vint à être classé parmi des mouvements et styles artistiques tels que le régionalisme et la peinture de scène américaine. L’œuvre de Rockwell présente parfois une vision idéalisée du passé rural de l'Amérique. Rockwell a résumé ainsi son propre idéalisme : "Je peins la vie comme j'aimerais qu'elle soit".
Malgré sa tendance à l'optimisme, Rockwell était mal à l'aise d'avoir représenté une si grosse dinde alors même qu'une grande partie de l'Europe "mourrait de faim, était envahie [et] déportée" dans les affres de la Seconde Guerre mondiale. Rockwell remarqua que son tableau n'était pas populaire en Europe : "Les Européens ne l'ont pas apprécié parce qu'il ne représentait pas des gens à l'abri du besoin, il représentait la surabondance ; la table était tellement chargée de victuailles". En dehors des États-Unis, cette impression de surabondance était la perception la plus répandue. Cependant, Richard Halpern explique que le tableau ne représente pas uniquement une surabondance de nourriture, mais aussi de "famille, convivialité et sécurité", et estime que cette "surabondance, plutôt que la simple suffisance, est la véritable réponse au besoin". Il établit un parallèle entre la nourriture émotionnelle que procure l'image et la nourriture alimentaire qu'elle dépeint, remarquant que le tableau est une invitation évidente. Cela dit, en représentant la table essentiellement couverte d'assiettes vides et de plats blancs sur une nappe blanche, il se peut que Rockwell ait souhaité invoqué les origines puritaines de la fête de Thanksgiving.
Selon le critique d'art Robert Hughes, le tableau traite des thèmes de la continuité familiale, de la vertu, du foyer, et de l'abondance sans extravagance dans un esprit puritain, comme le souligne le choix de l'eau plutôt que l'alcool pour un repas de fête. L'historienne Lizabeth Cohen analyse que, en dépeignant cette liberté comme une fête dans le cadre privé du foyer familial plutôt qu'en montrant un travailleur avec un emploi ou un gouvernement protégeant les affamés et les sans-abris, Rockwell suggère que garantir cette liberté n'était pas tant une responsabilité du gouvernement qu'un mouvement né de la participation à l'économie de consommation de masse.
L'un des éléments les plus notables et artistiquement exigeants de l'image est l'usage de Rockwell du blanc-sur-blanc : des assiettes blanches posées sur une nappe blanche. La critique d'art Deborah Soloman décrit le travail de Rockwell comme "l'un des plus ambitieux jeux de blanc-sur-blanc depuis la Fille en blanc de Whistler". Solomon décrit plus avant l’œuvre comme un "nouveau degré de réalisme descriptif. Pourtant, le tableau ne paraît pas encombré ni confus ; son centre est ouvert et spacieux. De larges aplats de blanc encadrent agréablement le visage de chaque personnage".
Jim Martin, placé dans le coin inférieur droit, jette un regard faussement timide et peut-être malicieux en direction du spectateur. Il est une métonymie de l'intégralité de la scène, où personne ne semble présenter des remerciements à la manière traditionnelle d'un dîner de Thanksgiving. Solomon estime en effet qu'il s'agit d'une déviation par rapport aux représentations antérieures de Thanksgiving, en cela que les participants ne prennent pas la pose habituelle de la prière qui consiste à baisser la tête et lever les mains. Elle considère qu'il s'agit là d'un exemple de traitement des traditions américaines dans un mélange de sacralisation et de décontraction. Le théologien David Brown estime que la gratitude est une valeur implicitement présente dans le tableau, tandis que Kenneth Bendiner écrit que Rockwell avait à l'esprit la Cène, et que la perspective du tableau fait écho à son interprétation par Le Tintoret.

## Essai
À l'Abri du besoin fut publié accompagné d'un essai écrit par Carlos Bulosan au sein de la série des Quatre Libertés. Le texte de Bulosan prenait le parti de parler au nom de ceux qui enduraient des difficultés socio-économiques sur le territoire domestique, plutôt que des difficultés sociopolitiques à l'étranger (dans le contexte de la seconde guerre mondiale), et la publication lui attira une soudaine notoriété. Approchant de la trentaine, Bulosan était un immigrant philippin et un militant, dont la vie était loin d'être à l'image de la représentation idyllique que Rockwell avait peinte dans À l'Abri du besoin. Inconnu en tant qu'écrivain, il subsistait en tant que travailleur migrant en enchaînant les emplois précaires. Les éditeurs du Post dénichèrent cet immigrant pauvre pour requérir sa contribution. Bulosan gagna en notoriété pendant la Seconde Guerre Mondiale au moment où le Commonwealth des Philippines, en tant que territoire américain, était occupé par le Japon. Pour beaucoup d'Américains, l'essai de Bulosan marque son entrée en tant qu'écrivain, et son nom fut après cela largement reconnu. Le Post perdit l'essai et Bulosan, qui n'avait pas fait de copie carbone, dut dénicher le seul brouillon du texte dans un bar de Tacoma.
Avant le discours de Roosevelt, la liberté d'être à l'abri du besoin (ou sécurité économique) était moins présente au sein de la pensée libérale standard du monde occidental que les trois autres libertés (liberté d'expression, de culte, et sécurité) ; l'affirmation de son importance fit de la liberté économique une aspiration sociétale. Dans son essai, Bulosan traite les libertés négatives (être à l'abri de...) comme des libertés positives en proposant que les Américains pourraient "accéder à des opportunités équivalentes d'améliorer leur sort et celui des autres en fonction de leurs besoins et de leurs capacités", un écho à la formule de Karl Marx : "de chacun selon ses capacités, à chacun selon ses besoins". Dans le paragraphe final du texte, la phrase "L'Amérique que nous appelons de nos vœux n'est pas seulement un monde physique, mais également un monde spirituel et intellectuel" décrit une Amérique égalitaire. Sur un registre parfois comparé aux œuvres de Steinbeck tels que Les Raisins de la colère, l'essai de Bulosan prend la défense de ceux qui luttaient pour survivre au sein de la démocratie capitaliste, et fut qualifié de "troublant et pénétrant" par contraste avec l'illustration festive de Rockwell. Le texte suggérait que, de même que les citoyens avaient des obligations envers l’État, l'État avait l'obligation de procurer à ses citoyens un niveau de subsistance minimal. Contrairement à Roosevelt, Bulosan souligna le fait que le New Deal n'avait pas encore permis à tous d'être "à l'abri du besoin" dans la mesure où il ne garantissait pas aux Américains la satisfaction des besoins élémentaires.